# Illa Lieja
L'illa Lieja o illa Liège és una illa de l'arxipèlag Palmer. Es troba al nord-oest de l'illa Brabant, prop de la península Antàrtica i és banyada pel mar de Bellingshausen, una secció de l'oceà Antàrtic. Fa 17 quilòmetres de llargada, per 5,6 d'amplada. L'interior és dominat per les muntanyes Brugmann.
Va rebre el nom per l'Expedició Antàrtica Belga de 1897–1899 dirigida per Adrien de Gerlache, en record a la província belga de Lieja i el suport rebut per la seva gent a l'hora de fer l'expedició.
L'Argentina inclou l'illa al departament Antàrtida Argentina, a la província Terra del Foc, Antàrtida i Illes de l'Atlàntic Sud; per a Xile forma part de la comuna Antártica de la provincia Antàrtica Xilena a la Regió de Magallanes i de l'Antàrtica Xilena; i pel Regne Unit forma part del Territori Antàrtic Britànic. Les tres reclamacions es troben suspeses pel Tractat Antàrtic.